# Nordfjorden (Malangen)
 For alternative betydninger, se Nordfjorden. (Se også artikler, som begynder med Nordfjorden)
Nordfjorden er en fjordarm af Malangen i Balsfjord og Målselv kommuner i Troms og Finnmark fylke  i Norge. Fjorden går 19 kilometer mod sydvest til Nordfjordbotn i bunden af fjorden.
Fjorden har indløb mellem Sandsneset i nord og Målsnesodden i syd. Vest for Målsnesodden går Målselvfjorden mod syd. Mens Nordfjorden går mod øst fra Målsnes går fjordarmen Aursfjorden mod syd langs østsiden af Målsneset. På nordsiden af fjorden ligger bygderne Nordby og Mestervik, mens Hamnvåg ligger på sydsiden. Mellem Mestervik og Laneset svinger fjorden mod syd til Nordfjordbotn. På sydsiden af Laneset ligger vigen Stålvikbotn. 
Fylkesvej 858 går langs nordøstsiden af den indre del af fjorden til Oldervik. Herfra og videre ud fjorden går Fylkesvej 286 (Troms). På sydsiden går Fylkesvej 184 (Troms).